# Bongo (peuple)
Pour les articles homonymes, voir Bongo (homonymie).
Les Bongo sont une population d'Afrique établie au Soudan du Sud.

## Ethnonymie
Selon les sources et le contexte, on observe différentes formes : A-Bunga, Bongos, Dor, Mundo, O-Bong.

## Langue
Leur langue est le bongo, une langue soudanique centrale, dont le nombre de locuteurs au Soudan était estimé à 10 100 en 2000.

## Culture
Le botaniste et ethnologue allemand Georg Schweinfurth explore cette région, décrit en détail la population et son mode de vie et réalise une série de croquis.
Les Bongo érigent des statues sculptées en bois, de grande taille, à la mémoire de personnages importants, chefs ou grands guerriers.

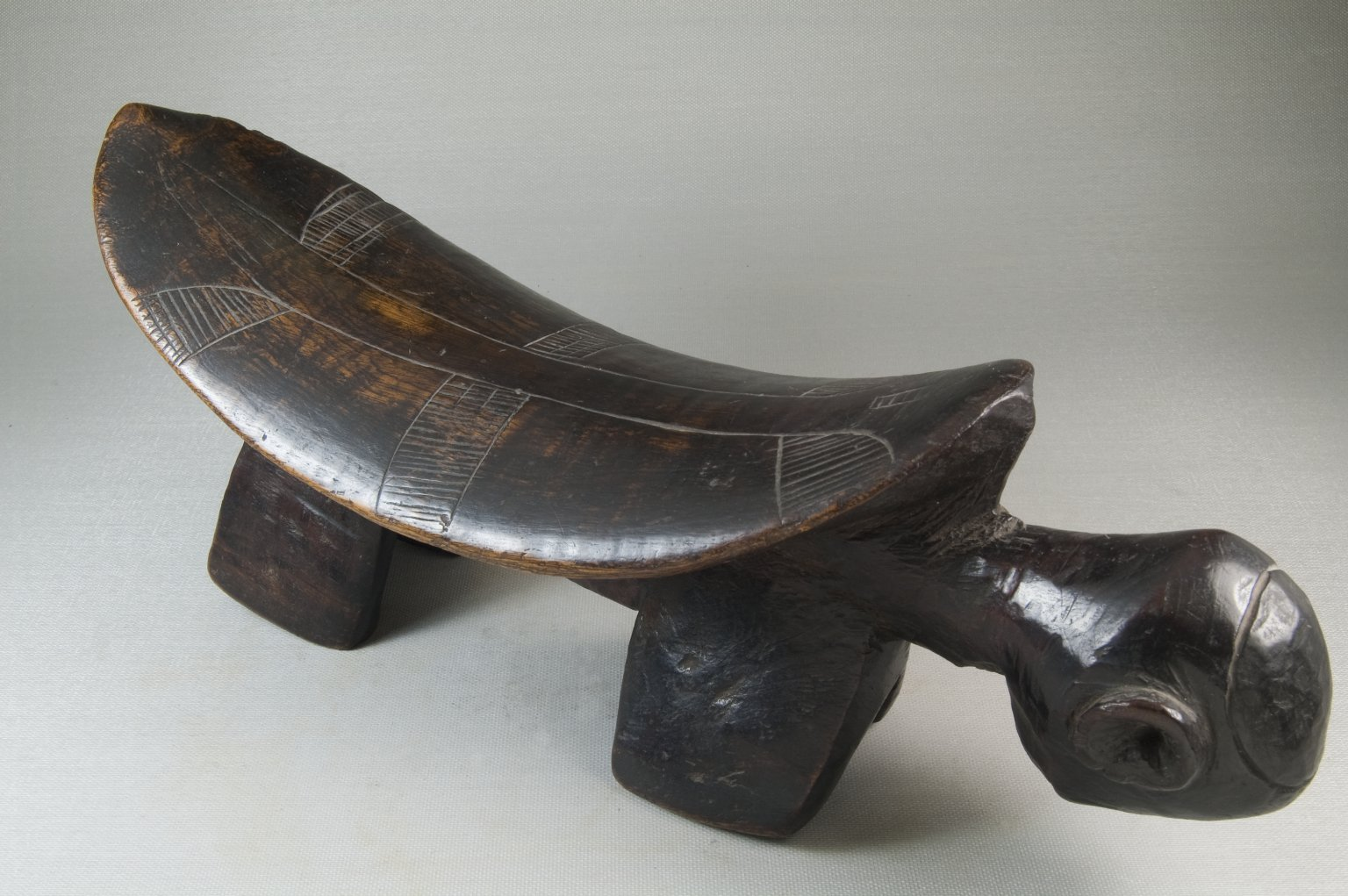
Tabouret en bois[5].
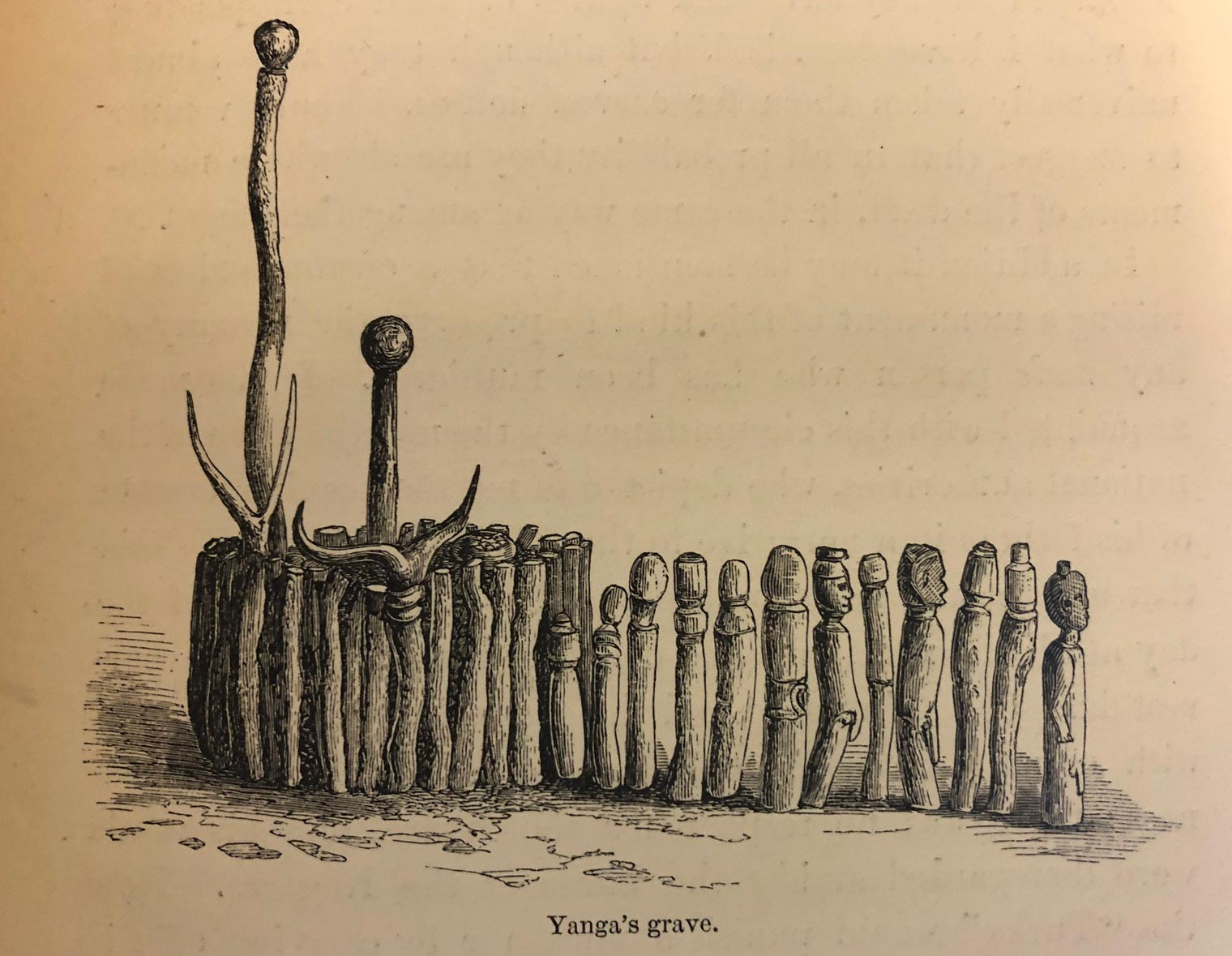
Site funéraire dessiné par Georg Schweinfurth.
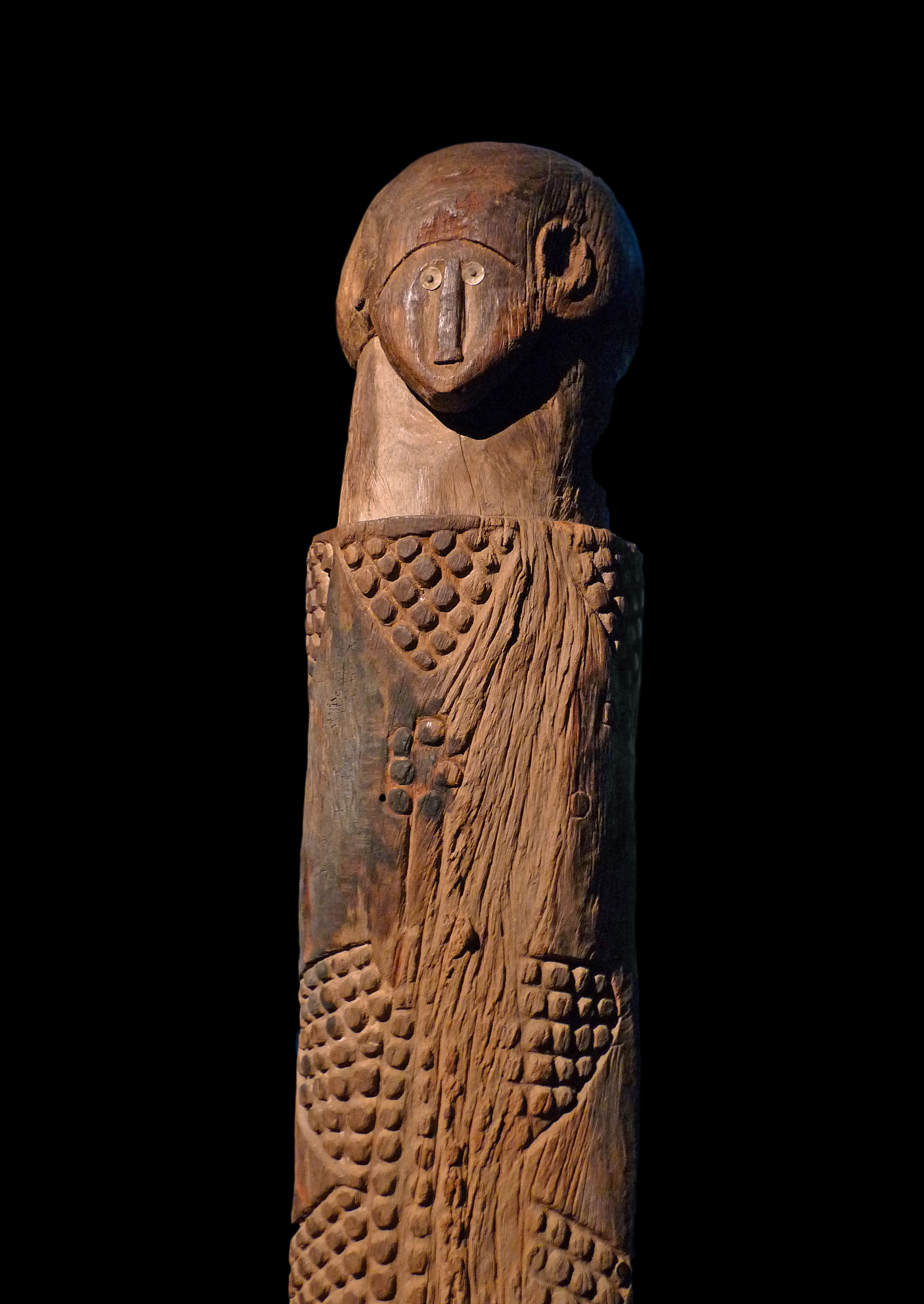
Poteau funéraire[6].
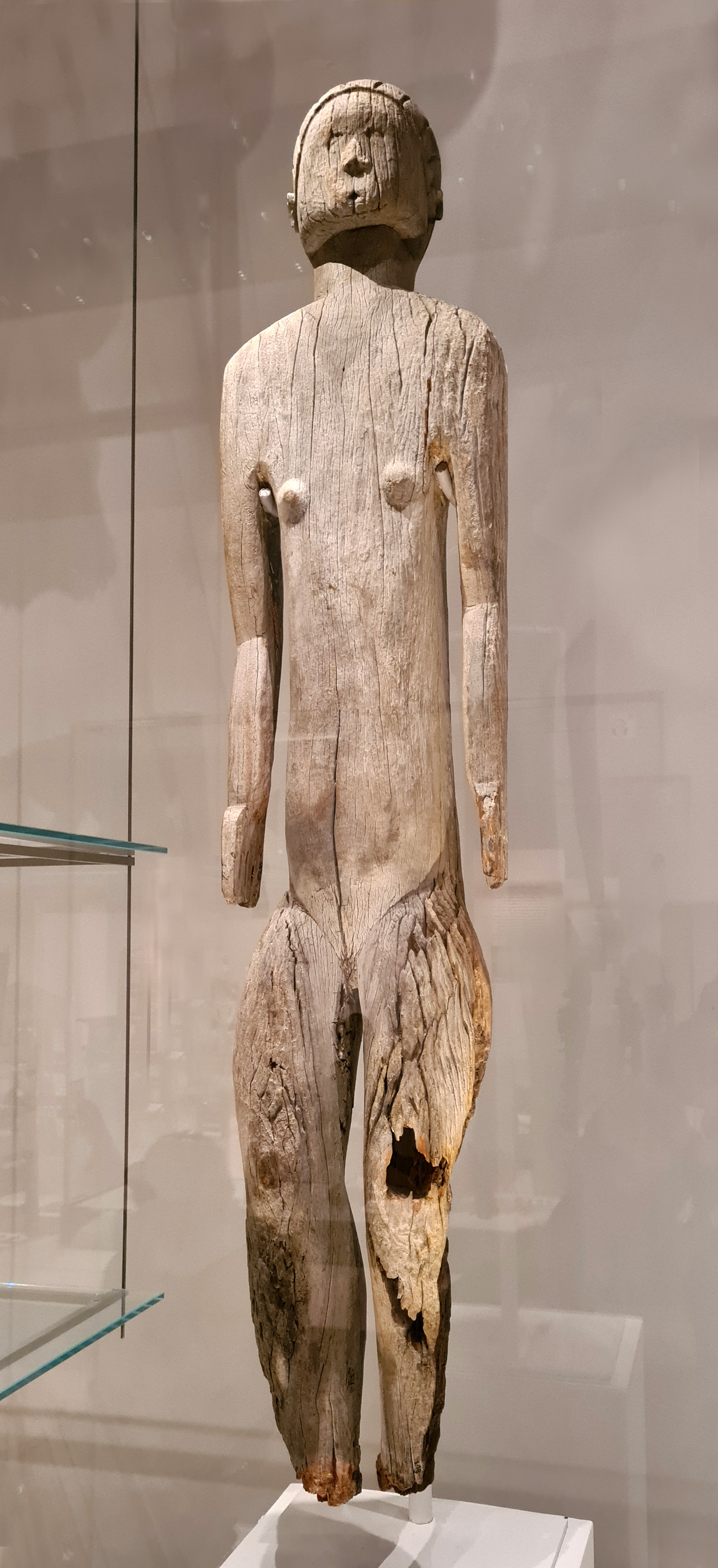
Statue monumentale[7].